# Chodovlice
Chodovlice är en ort i Tjeckien.   Den ligger i regionen Ústí nad Labem, i den nordvästra delen av landet, 50 km nordväst om huvudstaden Prag. Chodovlice ligger 203 meter över havet och antalet invånare är 142.
Terrängen runt Chodovlice är platt åt sydost, men åt nordväst är den kuperad.Runt Chodovlice är det ganska tätbefolkat, med 56 invånare per kvadratkilometer. Närmaste större samhälle är Litoměřice, 12,5 km nordost om Chodovlice. Trakten runt Chodovlice består till största delen av jordbruksmark.